# Wanna Have Fun
Es un EP lanzado por Cyndi Lauper en 1996. Fue lanzado con el propósito de promocionar el álbum Sisters of Avalon, el EP contiene algunos éxitos y otros que no fueron lanzados como sencillos. El EP se volvió a lanzar luego con el mismo propósito pero para promocionar At Last pero con distinta tapa. 

## Lista de canciones
1. Girls Just Want to Have Fun
2. When You Were Mine
3. A Night to Remember
4. Dear John
5. Calm Inside the Storm
6. Money Changes Everything
7. That's What I Think
8. Dancing with a Stranger
9. Iko Iko
10. Someone Like Me

Fuente: AllMusic.